# LFG Roland D.III
LFG Roland D.III là một mẫu máy bay tiêm kích của Đức trong Chiến tranh thế giới I.

## Quốc gia sử dụng
Bulgaria
- Không quân Bulgary

 Germany
- Luftstreitkrafte

## Tính năng kỹ chiến thuật
Đặc điểm tổng quát
- Kíp lái: 1
- Chiều dài: 6.84 m (22 ft 5 in)
- Sải cánh: 8.94 m (29 ft 4 in)
- Chiều cao: 2.76 m (9 ft 1 in)
- Diện tích cánh: 19.8 m2 (213 ft2)
- Trọng lượng rỗng: 717 kg (1.580 lb)
- Trọng lượng có tải: 961 kg (2.119 lb)
- Powerplant: 1 × Argus As.III, 180 kW (134 hp)

Hiệu suất bay
- Vận tốc cực đại: 175 km/h (109 mph)
- Vận tốc hành trình: 156 km/h (98 mph)
- Thời gian bay: 2 giờ  30 phút
- Trần bay: 4.500 m (14.800 ft)
- Vận tốc lên cao: 4,5 m/s (880 ft/phút)

Vũ khí trang bị
- 2 × súng máy 7,92 mm LMG 08/15